# New York Sack Exchange
New York Sack Exchange era il soprannome della linea difensiva dei New York Jets della National Football League all'inizio degli anni ottanta. La linea era composta da Mark Gastineau, Joe Klecko, Marty Lyons e Abdul Salaam.

## Origini
Nel 1981, durante una partita allo Shea Stadium, un tifoso espose un lenzuolo con la scritta "New York Sack Exchange". Il direttore delle pubbliche relazioni dei Jets Frank Ramos utilizzò il soprannome in un comunicato stampa e questo fu adottato anche dai media
Tutti i quattro membri della Sack Exchange furono scelti nel Draft negli anni settanta. Salaam, un defensive tackle, fu selezionato nel settimo giro (188º assoluto) dai Jets in 1976. Klecko, un defensive end, nel sesto giro (144º assoluto) nel 1977. Lyons, un defensive tackle, nel primo giro (14º assoluto) nel 1979, mentre Gastineau, un defensive end,
fu scelto nel secondo giro (41º assoluto) dello stesso draft.

## Successo
(Marty Lyons)
Nel novembre 1981, Klecko, Gastineau, Salaam e Lyons furono invitati a fare suonare la campana cerimoniale che dava iniziò alle contrattazioni al New York Stock Exchange, che era servito da ispirazione al loro soprannome. Gastineau e Klecko competerono per vedere chi sarebbe riuscito a mettere a segno più sack Nel 1981, i Jets guidarono la lega con 66 sack. Nel 1982 i Jets raggiunsero la finale della AFC, perdendo contro i Miami Dolphins a un passo dal Super Bowl.
Salaam fu scambiato dopo la stagione 1983 Ad ogni modo, Gastineau, Klecko e Lyons continuarono ad avere successivo per diversi anni, con Gastineau e Klecko che furono convocati per altri due Pro Bowl a testa. Lyons, l'ultimo membro attivo del Sack Exchange, si ritirò dopo la stagione 1990.

## Eredità
Le prodezze del New York Sack Exchange e del linebacker rookie dei New York Giants Lawrence Taylor, portarono la NFL a tenere ufficialmente traccia dei sack come statistica
I membri del New York Sack Exchange hanno ottenuto anche onori individuali. Il numero 73 di Klecko è stato ritirato dai Jets il 26 dicembre 2004. Lyons è stato inserito nella College Football Hall of Fame nel 2011.
Klecko e Joe Fields hanno scritto un libro sulla carriera Klecko, inclusi i dettagli sul suo rapporto con Gastineau. Un libro che tratta la storia dei Jets di quell'epoca, intitolata Sack Exchange: The Definitive Oral History of the 1980s New York Jets, scritto da Greg Prato, è stato pubblicato nel 2011 da ECW Press.